# La Iglesia de Jesucristo de los Santos de los Últimos Días en Italia

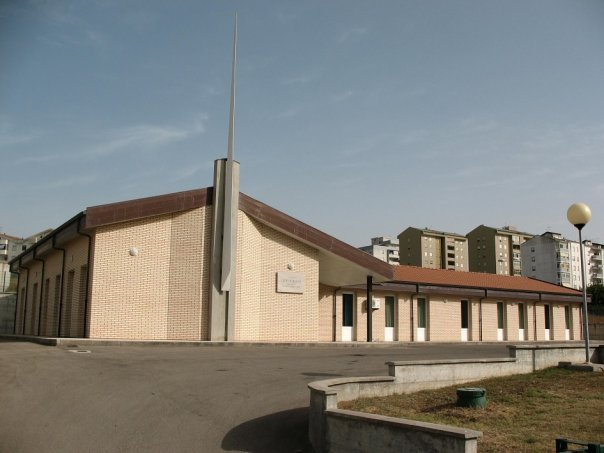
Centro de reuniones, capilla de Sassari.

La historia de  La Iglesia de Jesucristo de los Santos de los Últimos Días en Italia se inicia a mediados del siglo XIX, exactamente el 23 de junio de 1850, cuando llegan a Génova los ancianos Joseph Toronto y Thomas B. H. Stenhouse junto al apóstol mormón Lorenzo Snow. Fueron entonces a Piamonte, donde realizaron actividades misioneras entre los valdenses. Cinco años después, en 1855, 50 conversos emigraron a Utah mientras que los restantes 64 permanecieron en el valle. Fuera de los valles valdenses, los misioneros siguieron operando aunque con escaso éxito y en 1857 se apostaron en Suiza. Se intentó reabrir la misión en 1900 pero las autoridades italianas denegaron el permiso. Sólo en 1965, después de haber obtenido la autorización del Gobierno, la Iglesia SUD recomenzó sus actividades en Italia. La primera congregación de santos de los últimos días fue organizada el 20 de marzo de 1966 en Brescia. La primera misión italiana fue instituida en Florencia el 2 de agosto de 1966. En diciembre de 1993, 50 misioneros mormones fueron invitados a cantar en la Basílica de San Pedro en Roma durante una celebración navideña radiotransmitida por la Radio Vaticana. En el año 2008 había unos 22.000 SUD en Italia, divididos en 204 congregaciones. El 4 de octubre de 2008 durante la conferencia general, el presidente Thomas S. Monson anunció la construcción del primer templo SUD en Roma.

## Reconocimiento jurídico por parte del Estado Italiano
La Iglesia de Jesucristo de los Santos de los Últimos Días obtuvo la calidad de culto admitido el 12 de mayo de 1993 tras la publicación del Decreto del Presidente de la República del 22 de febrero de 1993, firmado por el presidente de la República Oscar Luigi Scalfaro, trámite en el cual el ente moral de la Iglesia, el Ente Patrimonial de La Iglesia de Jesucristo de los Santos de los Últimos Días, fue reconocido como ente de culto por parte del Estado italiano, según la ley n.º 1199 de 1929 sobre el reconocimiento civil de los entes de culto.
El 4 de abril de 2007 se firmó un acuerdo con el Gobierno italiano que, para ser efectivo, debe ser aprobado por el proceso legislativo del Parlamento Italiano. En el texto se señala que la Iglesia SUD no va a participar en la asignación de la cuota del 8 por mil del IRPF, sino que permanece como una autonomía financiera gracias a los diézmos de los propios fieles.